# Dendrobium discocaulon
Dendrobium discocaulon är en orkidéart som beskrevs av Rudolf Schlechter. Dendrobium discocaulon ingår i släktet Dendrobium, och familjen orkidéer. Inga underarter finns listade i Catalogue of Life.